# Cannatello
Cannatello ist der Name eines archäologischen Fundorts auf dem Gebiet der gleichnamigen Fraktion der italienischen Gemeinde Agrigent im Süden Siziliens. Hier wurde eine befestigte Siedlung aus der mittleren und dem Beginn der späten Bronzezeit Siziliens (14. bis 13./12. Jahrhundert v. Chr.) entdeckt, die als wichtiges Zentrum des damaligen Seehandels gilt.
Cannatello liegt etwa sieben Kilometer südöstlich des Ortskerns von Agrigent. Die Siedlung befindet sich auf einer flachen Anhöhe in der Nähe des Flusses Naro, etwa 1,5 Kilometer von der Küste entfernt, in der Nähe der Kirche San Gregorio. Ein zugehöriger Hafen wurde bisher nicht entdeckt.

## Forschungsgeschichte
Vorgeschichtlichen Hütten sowie acht Bronzewaffen wurden bereits gegen Ende des 19. Jahrhunderts durch Paolo Orsi und Giulio Emanuele Rizzo entdeckt und 1897 von Orsi publiziert. Zu Beginn des 20. Jahrhunderts unternahm Angelo Mosso Ausgrabungen, bei denen er Teile der Siedlung freilegte, vorgeschichtliche (der Thapsos-Kultur zugehörige) Keramik sowie auch bereits ein Fragment mykenischer Keramik entdeckte. In seinem 1907 publizierten Ausgrabungsbericht erwähnt er auch prähistorische Straßen in der Nähe, die später aber nicht wiedergefunden werden konnten. Von 1989 bis 1996, zumeist unter der Leitung von Ernesto de Miro, und in den 2000ern unter Leitung unterschiedlicher Archäologen, fanden systematische Forschungen statt, bei denen Teile der Siedlung erforscht, verschiedene Bauphasen unterschieden und – neben einheimischen Funden – auch eine Reihe fremder Waren aus unterschiedlichen Regionen des Mittelmeerraums entdeckt wurden. Seit März 2017 laufen erneute Ausgrabungen in Cannatello.

## Archäologische Befunde

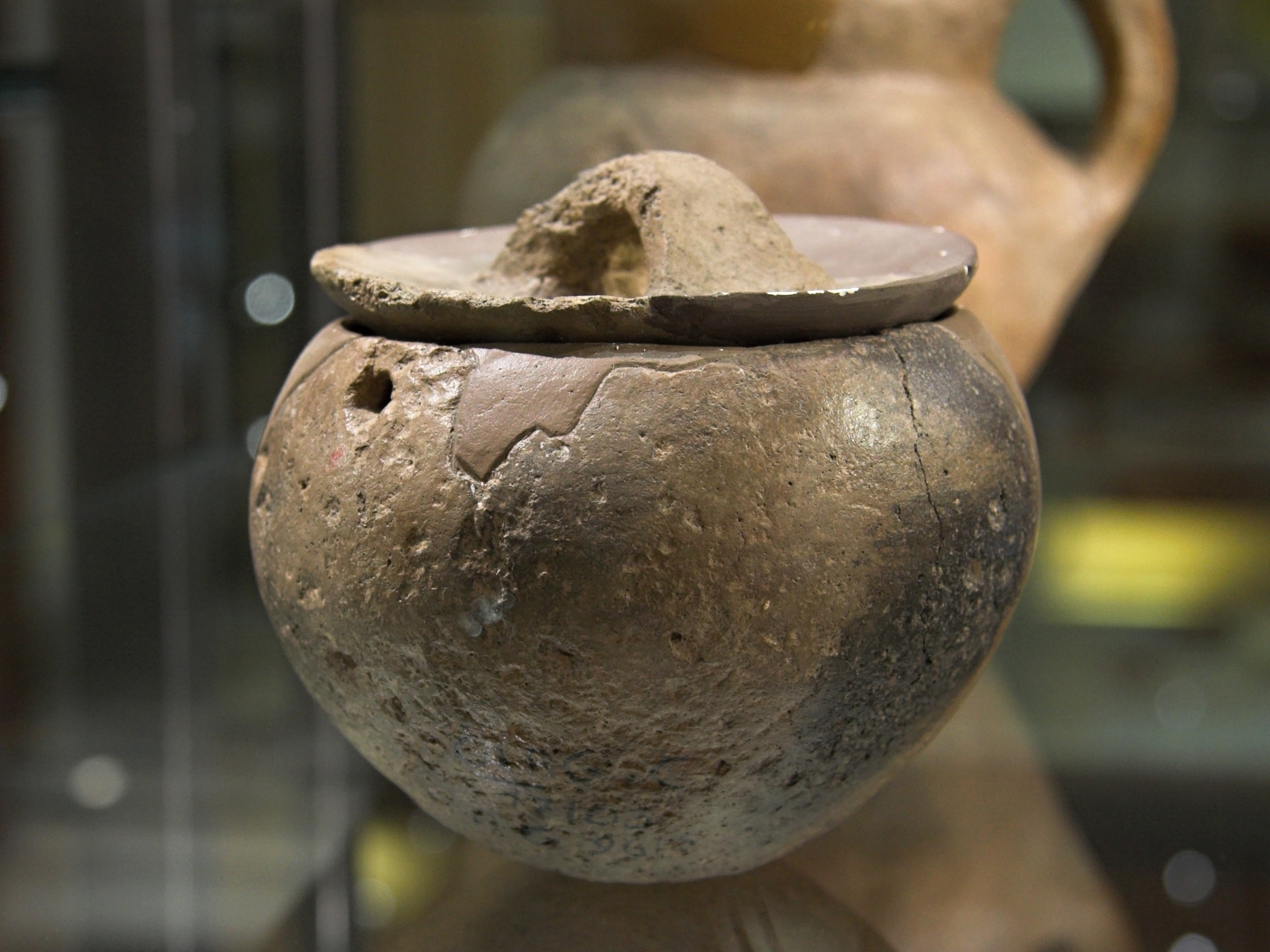
Einheimisches Tongefäß mit Deckel aus Cannatello

Die Siedlung war kreisförmig mit einem Durchmesser von etwa 70 Metern. Sie wurde allseits durch eine Wehrmauer geschützt, die zwei schmale Durchgänge im Nordosten hatte. Bisher wurde nur der nordöstliche Teil der Siedlung systematisch erforscht. Im Innern der Siedlung existierten Hütten mit sowohl rundem, meist kreisförmigem, als auch rechtwinkligem Grundriss. Während die Innenbebauung in drei Phasen unterteilt werden kann, weist die Befestigungsmauer zwei Bauphasen auf. Durch das Vorkommen mykenischer Keramik aus den Perioden SH III A und III B in den ersten beiden Siedlungsphasen konnten diese in das 14. bzw. 13. Jahrhundert v. Chr. datiert werden. Die Nutzungsdauer der dritten und jüngsten Siedlungsphase kann bisher nicht genauer zeitlich bestimmt werden, da gut datierbare ostmediterrane Importe aus dieser Schicht bisher fehlen. Die indigenen Funde der Siedlung, vor allem Art und Formen der unbemalten Impasto-Keramik, sind typisch für die Thapsos-Kultur, die im Osten Siziliens von ca. 1450 bis 1270/50 v. Chr. angesetzt wird, für den Westen der Insel jedoch länger prägend bleibt.
Zur ersten Siedlungsphase gehören drei der bisher freigelegten Hütten – zwei mit rundem und eine mit rechteckigem Grundrisses – sowie die zweischalige Wehrmauer. Anhand der in dieser Fundschicht ans Licht gekommene Mykenischen Keramik der Zeitstufe SH IIIA kann diese Phase ins 14. Jahrhundert v. Chr. datiert werden. Brandspuren, u. a. am inneren Ring der Wehrmauern könnten auf ein Ende dieser ersten Siedlungsphase durch eine Brandkatastrophe hindeuten.
In der zweiten Siedlungsphase wurde die Wehrmauer durch zwei zusätzliche äußere Ringe verstärkt. Im Innern der Siedlung wurde ein trapezförmiges Viertel durch eine separate, etwa 70 Zentimeter dicke Mauer abgetrennt. Bis auf eines lagen die bisher ausgegrabenen Gebäude dieser Phase alle innerhalb dieser Innenummauerung. Ihr genauer Zweck ist bisher ungeklärt. Eine gewisse Parallele findet sich nur in der ungefähr gleichzeitigen Siedlung Mokarta bei Salemi, allerdings haben die Trennwände innerhalb der Siedlung hier einen kurvolinearen Verlauf. In Thapsos wurde vergleichbares nicht entdeckt. Durch das Auftreten von mykenischer Keramik der Zeitstufe SH IIIB kann diese Siedlungsphase ins 13. Jahrhundert v. Chr. datiert werden. Die Keramik wurde bisher nicht exakter bestimmt, so dass unklar ist, ob auch Exemplare aus der Periode SH IIIB2 (ca. 1250/30–1190 v. Chr.) vorkommen. Diese fehlen in Thapsos, das nach neueren Erkenntnissen um oder kurz vor der Mitte des Jahrhunderts für lange Zeit verlassen wurde, und würden bedeuten, dass diese Siedlungsphase Cannatellos länger andauert als die mittelbronzezeitliche Besiedlung in Thapsos.
Aus der dritten und letzten Siedlungsphase sind bisher nur zwei Hütten bekannt, wobei eine rechteckige einem Vorgängerbau folgt, während eine Rundhütte über der trapezförmige Innenummauerung errichtet wurde, was bedeutet, dass damals die innere Begrenzung des Viertels nicht mehr existierte. Bauliche Veränderungen an der Wehrmauer konnten nicht festgestellt werden. Wann und wie lange Cannatello in dieser Phase bewohnt war, lässt sich nicht genau bestimmen, da gut datierbare Importkeramik fehlt. Da keine endbronzezeitliche Keramik des Typus Cassabile entdeckt wurde, ist es unwahrscheinlich, dass die Siedlung über das 11. Jahrhundert v. Chr. hinaus bestand.

## Importe
Besondere Aufmerksamkeit erregen in der Fachwelt die Funde fremder Güter, insbesondere diejenigen aus dem östlichen Mittelmeerraum. Sie zeigen, dass Cannatello eine Station im bronzezeitlichen mediterranen Seehandel war. Eine Besonderheit ist der Fund von Keramik der Nuraghenkultur aus Sardinien. Außerhalb Sardiniens wurde diese in Fundzusammenhängen des 13./12. Jahrhunderts v. Chr. bisher nur in Kommos auf Kreta sicher identifiziert.
Von den entdeckten mykenischen Gefäßfragmenten scheinen einige aus Zypern zu stammen, da sich Parallelen nur an zyprischen Fundorten finden lassen. Sicher zyprisch sind Fragmente von White-Slip-II- und Base-Ring-I-Keramik (siehe zu diesen Stilen Zypern in der Späten Bronzezeit) sowie Reste eines Ochsenhautbarrens, worunter man Kupferbarren in Form einer Ochsenhaut versteht, die aus Zypern stammen und ein wichtiges Handelsgut waren. Beachtung fanden auch Fragmente von Bügelkannen, insbesondere drei Henkelfragmente, die kypro-minoische Schriftzeichen tragen. Diese Transportgefäße wurden in Zentral- und Westkreta hergestellt. Ein Teil davon wurde nach Zypern verschifft, wo diese Bügelkannen z. T. beschriftet und wohl auch befüllt und anschließend in verschiedene Regionen des Mittelmeerraums exportiert wurden. Zwar fanden sich auch Fragmente von Transportbügelkannen auf Sardinien, solche mit kypro-minoischen Schriftzeichen sind im westlichen Mittelmeerraum bisher aber nur in Cannatello entdeckt worden.

## Bedeutung
In der Forschung wird Cannatello als wichtige Station des bronzezeitlichen mediterranen Handels angesehen. Vor allem De Miro geht sogar von einem mykenischen Emporion aus, was aber auch kritisch gesehen wird, da z. B. die Siedlungsstruktur keine eindeutig ostägäischen Merkmale zeigt und ein Großteil der gefundenen Keramik indigen ist. In jedem Fall war Cannatello im 14. und 13. Jahrhundert v. Chr. zumindest eine wichtige Zwischenstation ostmediterraner Handelsschiffe auf der Fahrt zu entlegeneren Regionen, wie z. B. Sardinien, von denen es noch weitere gab, wie mykenische und zypriotische Funde in den vorphönizischen, bronzezeitlichen Schichten Mozias auf San Pantaleo belegen. Ob ostmediterrane Händler auch intensiveren Tauschhandel mit der indigenen Bevölkerung von Canatello betrieben und welche Güter dabei gehandelt wurden, bleibt noch zu klären.

## Funde vor der Küste Cannatellos
2017 wurde im Meer, etwa 50 Meter von der Küste entfernt, in drei Meter Tiefe eine Kanone aus dem 14. Jahrhundert n. Chr. entdeckt. Bei anschließenden unterwasserarchäologischen Forschungen 2017, die 2018 fortgesetzt werden, wurden u. a. Anker unterschiedlicher Epochen, darunter aus byzantinischer Zeit sowie Keramik entdeckt.